# Ceratonotus pectinatus
Ceratonotus pectinatus är en kräftdjursart som beskrevs av Georg Ossian Sars 1909. Ceratonotus pectinatus ingår i släktet Ceratonotus, och familjen Ancorabolidae. Arten är reproducerande i Sverige.